# Lalley
Lalley település Franciaországban, Isère megyében. Lakosainak száma 183 fő (2022. január 1.). Lalley Saint-Maurice-en-Trièves, Tréminis, Glandage, Lus-la-Croix-Haute és Prébois községekkel határos.

## Népesség
A település népességének változása:
| Lakosok száma | 258  | 257  | 191  | 194  | 215  | 201  | 193  | 192  | 192  | 183  |
|               | 1968 | 1982 | 1990 | 2006 | 2013 | 2015 | 2017 | 2019 | 2020 | 2022 |